# 専門職大学院
専門職大学院（せんもんしょくだいがくいん、英: Professional school プロフェッショナル・スクール）は、特定の専門分野において、高度な知識と実践的なスキルを兼ね備えた職業人を育成するための大学院である。学校教育法第99条第2項では、「大学院のうち、学術の理論及び応用を教授研究し、高度の専門性が求められる職業を担うための深い学識及び卓越した能力を培うことを目的とするもの」と定義されている。
2003年に導入されたこの制度の背景には、社会の複雑化・高度化に伴い、従来の大学院教育では対応しきれない高度専門職業人の養成が必要とされたことがある。アメリカ合衆国のプロフェッショナル・スクールをモデルとして日本の教育システムに導入され、理論と実務を融合した教育が重視されている。
また、専門職大学院は社会人の継続的な学び直しの場としても位置づけられており、高度な専門性や最新の知識・技術を習得する機会を提供している。令和6年5月時点の文部科学省調査によると、ビジネス・MOT、会計、公共政策、公衆衛生、知的財産、臨床心理などの分野で開設されている83の専門職大学院のうち、約9割が社会人向けに入学者選抜制度の工夫（別枠選抜など）を実施し、8割近くが夜間や土曜に授業を設定している。さらに、サテライトキャンパスの設置、短期課程、メディア授業（オンライン・オンデマンド）など、多様な履修支援措置が導入されている

## 概説
大学が学術の理論及び応用を教授研究し、その深奥をきわめることを目的とする一方で（学校教育法第99条第1項）、専門職大学院は、高度な専門性が求められる職業を担う人材を育成することに特化した大学院である。
従来の大学院が学術研究とそれに伴う理論の探求に重きを置くのに対し、専門職大学院は「理論と実務の融合」を教育理念の核としている点が特徴だ。そのため、教員構成では豊富な実務経験を持つ実務家教員が選任教員が多く、教育方法においては、ケースメソッドやプロジェクト学習（PBL）、演習といった、実践的な能力を涵養する多様な手法が積極的に取り入れられている。これらの教育を通じて、社会で即戦力となる高度専門職業人を養成することを目指している。
専門職大学院の課程は、「各大学におかれる大学院」に専門職学位課程（専門職学位課程については大学院の項目を参照のこと）をおくことで設けられる。専門職学位課程（専門職大学院の課程）の標準修業年限は、通例2年であるが、法科大学院は３年であるし、専攻分野の特性により特に必要があると認められる場合は1年以上2年未満である。修了するには、各専門職大学院が定める30単位以上の修得その他の教育課程の履修により課程を修了することとされている。
専門職大学院であって、法曹に必要な学識及び能力を培うことを目的とするものは、法科大学院と呼ばれる。法科大学院の課程の標準修業年限は、通常の専門職学位課程（専門職大学院の課程）と異なり、3年である。法科大学院の課程を修了するには、93単位以上の単位を修得しなければならない。
専門職大学院の課程を修了すると授与される学位は専門職学位とされ、法科大学院の課程を修了すると「法務博士（専門職）」の学位が、教職大学院の課程を修了すると「教職修士（専門職）」の学位が、その他の専門職大学院の課程を修了すると「○○修士（専門職）」（○○内は専攻分野）の学位が授与される。法科大学院の課程を修了して授与される専門職学位は、呼称上はアメリカ合衆国のロー・スクールのJuris Doctor (J.D.) をそのまま日本語訳にした用語を採用したため、「博士」の名称を含んだものとなっている。もっとも、法科大学院の課程を修了して博士後期課程に進学する際などでは、修士の水準のものとして扱われることになる。

## 教員構成と要件
専門職大学院には、担当する専門分野に関して高度な教育上の指導能力を持つ専任教員を、専攻ごとに一定数配置することが義務付けられている。ここで求められる「高度の教育上の指導能力」とは、単なる学術的な知見だけでなく、豊富な実務経験に基づいた実践的な指導能力を重視するものである。そのため、教員構成においては、企業や官公庁、各専門分野での実務経験を持つ「実務家教員」の割合が、一般的な大学院よりも高い傾向にある。
この専任教員には、法令上、博士の学位は必ずしも求められない。これは、学術的な博士号よりも、高度な専門職業人としての実務能力や経験を重視するという専門職大学院の教育理念に基づいている。
また、従来の大学設置基準とは異なり、ファカルティ・ディベロップメント（FD）による教員の能力開発が強く求められている。これは、教員が常に専門分野の最新動向や教育手法を学び、実践的な教育能力を維持・向上させることで、学生への質の高い教育を提供し続けることを目的としている。

## 社会人学生の割合
専門職大学院は、実務経験を有する社会人を対象とした高度専門職業人の養成を主な目的とする教育機関である。このため、在学生に占める社会人の割合は高い。文部科学省の「専門職大学院の教育研究活動に関する実態調査」（令和3年）によれば、専門職大学院全体の約75%を社会人学生が占めており、とくに経営系（ビジネス・MOT系）の専門職大学院では約90%となる。

## 社会人支援制度
2014年10月以降に厚生労働大臣の指定を受けた専門職大学院の講座は専門実践教育訓練給付金及び教育訓練支援給付金の対象となり、一定の要件を満たす場合は学費(入学金や授業料)の一部が雇用保険の給付制度から支給されることになった。この給付金制度は、社会人の学び直しを促進し、個人がキャリアアップやスキルアップを図ることを経済的に支援する目的で設けられている。

## 主な専門職大学院
専門職大学院には、次のようなものがみられる。専門職大学院設置基準上に明文あるものについては、授与する専門職学位の種類について学位規則上に明示されている。

### 専門職大学院設置基準上に明文あるもの
- 法科大学院 - 修了者には「法務博士（専門職）」の学位が授与されるとともに、司法試験の受験資格が与えられる。
- 教職大学院 - 修了者には「教職修士（専門職）」の学位が授与される。

### 専門職大学院設置基準上に明文ないもの

#### 代表分野
- 経営大学院 - 修了者には経営学修士（専門職）、経営管理修士（専門職）等のいわゆるMBAの学位が授与される。企業経営、組織マネジメント、マーケティング、ファイナンスなど、幅広い経営スキルを習得し、ビジネスリーダーや起業家を目指します。慶應義塾大学大学院経営管理研究科、早稲田大学ビジネススクール、グロービス経営大学院などがある。 [11]
- MOT専門職大学院 - 技術経営専門職大学院。修了者には技術経営修士（専門職）などの学位が授与される。
- 会計大学院 - 修了者には会計修士（専門職）などの学位が授与されるとともに、公認会計士の試験科目が一部免除される。
- 公共政策専門職大学院 - 修了者には公共政策修士（専門職）などの学位が授与される。
- 公衆衛生専門職大学院 - 修了者には公衆衛生学修士（専門職）などの学位が授与される。
- 知的財産専門職大学院 - 修了者には知的財産修士（専門職）の学位が授与されるとともに、弁理士の試験科目が一部免除される。
- 臨床心理専門職大学院 - 修了者には臨床心理修士（専門職）の学位が授与されるとともに、臨床心理士の試験科目が一部免除される。

#### その他
- ICT専門職大学院 / 産業技術系専門職大学院 - 修了者には分野に応じた技術系専門職学位が授与されるとともに、技術士の試験科目が一部免除される。
- 社会福祉大学院 - 修了者には、修士 (社会福祉学) (en:Master of Social Work) ・博士 (社会福祉学) (en:Doctor of Social Work) で授与される、近年では学位名称も多様化してきており、例えば立教大学では修士 (コミュニティ福祉学)が、東洋大学では修士 (ソーシャルワーク) ・博士 (ソーシャルワーク) が授与されている。 専門職大学院は、現在、日本社会事業大学のみが設置し、福祉マネジメント修士（専門職） の専門職学位を授与している。なお、国家資格である社会福祉士、精神保健福祉士、介護福祉士、社会福祉主事、ケースワーカーなどの受験資格と社会福祉大学院は無関係であり、社会福祉大学院を修了しても受験資格を得ることはできない。
- 東京大学大学院工学系研究科原子力専攻（専門職大学院） - 修了者には原子炉主任技術者口答試験の受験資格が与えられる。規定の科目を修了した者は原子炉主任技術者、核燃料取扱主任者の筆記試験において原子力法規以外の科目の受験が免除される。

など

## 専門大学院
専門大学院（せんもんだいがくいん）は、専門職大学院の制度を定めるときに母体となった制度である。「高度の専門性を要する職業等に必要な高度の能力を専ら養うことを目的とする修士課程」をいった。専門職大学院制度の創設とともに廃止された。